# Chorlton-cum-Hardy
Chorlton-cum-Hardy is een plaats in het bestuurlijke gebied City of Manchester, in het Engelse graafschap Greater Manchester. 

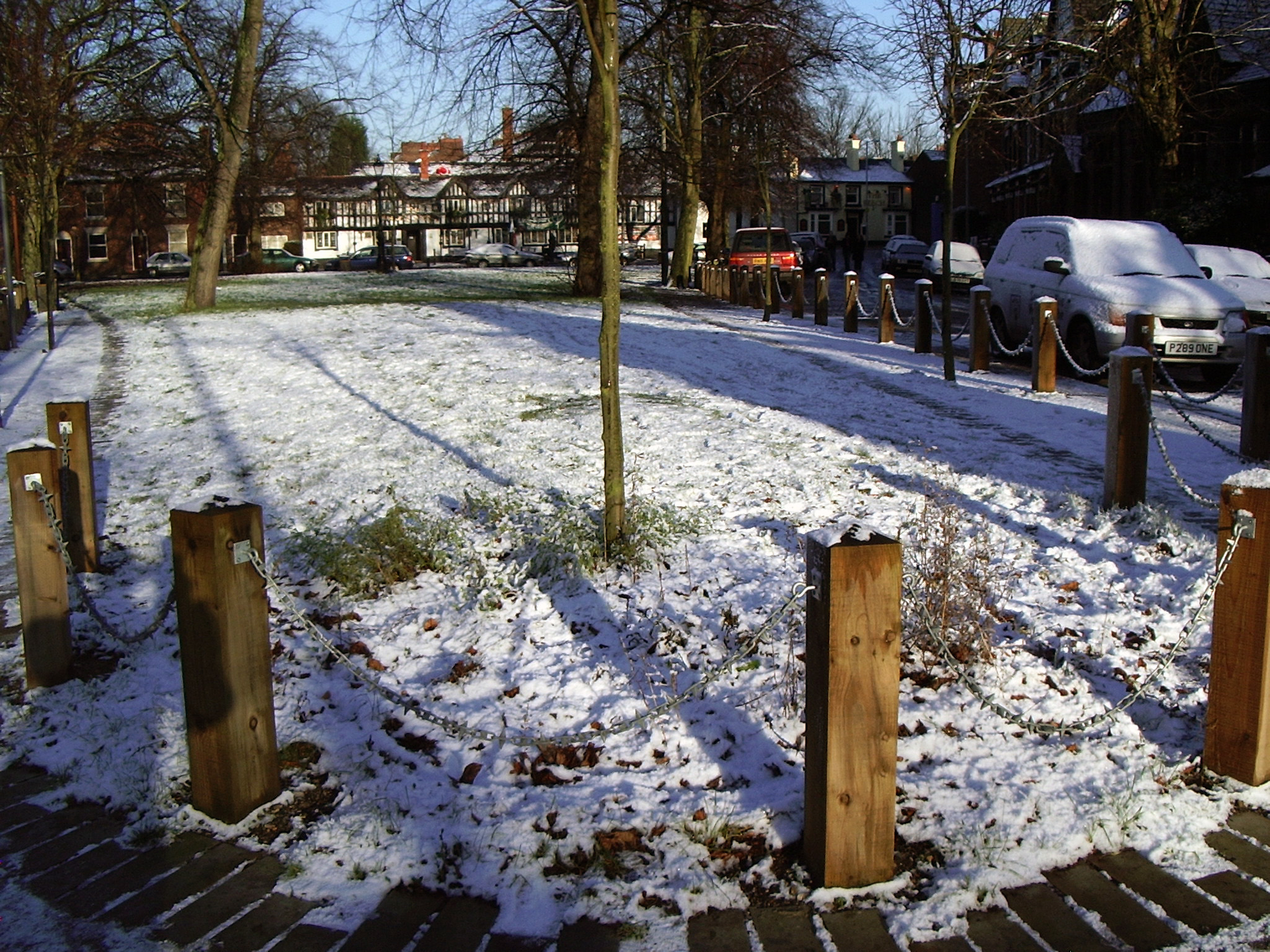
Chorlton Green

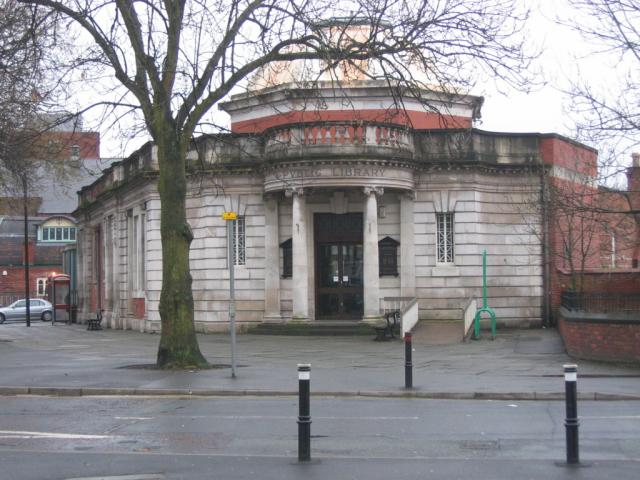
Bibliotheek